# Feröeri kormány

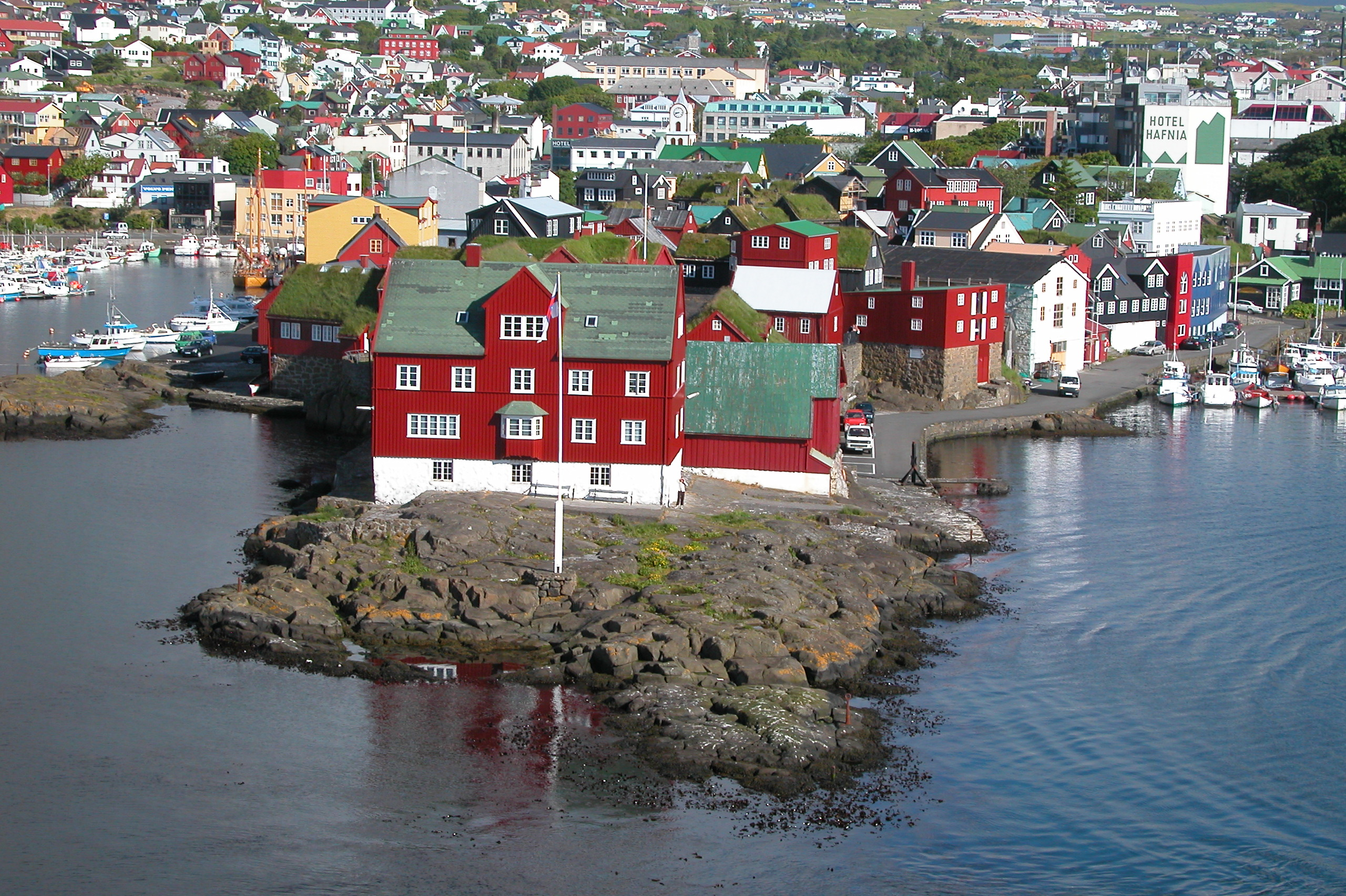
A Tinganes félsziget, előtérben a kormány épületei

A Feröeri kormány feröeriül: Føroya Landsstýrið) a Dán Királysághoz tartozó autonóm Feröer kormánya. Főszabály szerint négy évente a Løgting (parlament) választja meg; tagjait a koalíciós pártok adják az erőviszonyoknak megfelelő arányban. Székhelye Tórshavn óvárosában, a Tinganes félszigeten található.
A kormány a következőkből áll:
- Miniszterelnök (Løgmaður), a kormány feje (jelenleg Aksel V. Johannesen).
- Miniszterek (Landsstýrismaður/Landsstýriskvinna)

A miniszterelnök és a miniszterek is részt vehetnek a Løgting ülésein, de szavazati joggal csak akkor bírnak, ha a választásokon képviselővé választották őket. A parlament által elfogadott törvényeket a miniszterelnöknek kell ratifikálnia.

## Kormányok
| Időszak   | Kormány                             | Pártok           |
| --------- | ----------------------------------- | ---------------- |
| 1948–1950 | Samuelsen-kormány                   | sb, jv, sj       |
| 1950–1954 | Első Kristian Djurhuus-kormány      | ff, sb           |
| 1954–1959 | Második Kristian Djurhuus-kormány   | ff, sb, sj       |
| 1959–1963 | Első Peter Mohr Dam-kormány         | sb, jv, sj       |
| 1963–1967 | Hákun Djurhuus-kormány              | ff, sj, tj, fb   |
| 1967–1968 | Második Peter Mohr Dam-kormány      | sb, jv, sj       |
| 1968–1970 | Harmadik Kristian Djurhuus-kormány  | sb, jv, sj       |
| 1970–1975 | Első Atli Pætursson Dam-kormány     | sb, jf, sj       |
| 1975–1979 | Második Atli Pætursson Dam-kormány  | ff, jv, tj       |
| 1979–1981 | Harmadik Atli Pætursson Dam-kormány | ff, jv, tj       |
| 1981–1985 | Ellefsen-kormány                    | ff, sb, sf       |
| 1985–1988 | Negyedik Atli Pætursson Dam-kormány | jv, sf, tj, KrF  |
| 1988–1989 | Ötödik Atli Pætursson Dam-kormány   | jv, sj, tj, fr   |
| 1989      | Első Sundstein-kormány              | ff, sj, tj, KrF  |
| 1989–1991 | Második Sundstein-kormány           | ff, sb, tj       |
| 1991–1993 | Hatodik Atli Pætursson Dam-kormány  | ff, jv           |
| 1993–1994 | Petersen-kormány                    | jv, tj, sj       |
| 1994–1996 | Első Joensen-kormány                | sb, jv, sj, vkmf |
| 1996–1998 | Második Joensen-kormány             | ff, sb, sj, vkmf |
| 1998–2002 | Első Kallsberg-kormány              | ff, sj, tj       |
| 2002–2004 | Második Kallsberg-kormány           | ff, sj, tj, mf   |
| 2004–2008 | Első Eidesgaard-kormány             | ff, sb, jv       |
| 2008      | Második Eidesgaard-kormány          | jv, tj, mf       |
| 2008–2011 | Első Kaj Leo Johannesen-kormány     | ff, sb, jv       |
| 2011–2015 | Második Kaj Leo Johannesen-kormány  | ff, sb, sj, mf   |
| 2015–     | Aksel V. Johannesen-kormány         | C, E, F          |

## Fordítás
- Ez a szócikk részben vagy egészben a Landesregierung der Färöer című német Wikipédia-szócikk ezen változatának fordításán alapul.  Az eredeti cikk szerkesztőit annak laptörténete sorolja fel. Ez a jelzés csupán a megfogalmazás eredetét és a szerzői jogokat jelzi, nem szolgál a cikkben szereplő információk forrásmegjelöléseként.

### Külső hivatkozások
- Hivatalos honlap (feröeri, angol)